# Dzenan Kurtic
Dzenan Kurtic, né le 22 juin 1992, à Strasbourg, en France, est un joueur franco-bosnien de basket-ball. Il évolue au poste de ailier fort.

## Palmarès
- Finaliste du championnat d'Europe -20 ans 2012